# Phacelurus digitatus
Phacelurus digitatus là một loài thực vật có hoa trong họ Hòa thảo. Loài này được (Sm.) Griseb. miêu tả khoa học đầu tiên năm 1846.